# La Fontaine-Saint-Martin
La Fontaine-Saint-Martin ist eine französische Gemeinde mit 600 Einwohnern (Stand: 1. Januar 2022) im Département Sarthe in der Region Pays de la Loire. Sie gehört zum Arrondissement La Flèche und zum Kanton Le Lude (bis 2015: Kanton Pontvallain). Die Einwohner werden Fontainois genannt.

## Geographie
La Fontaine-Saint-Martin liegt etwa 26 Kilometer südsüdwestlich von Le Mans. Hier entspringt das Flüsschen Vézanne, durchquert das Gemeindegebiet und entwässert zur Sarthe. Umgeben wird La Fontaine-Saint-Martin von den Nachbargemeinden Cérans-Foulletourte im Norden, Oizé im Osten, Saint-Jean-de-la-Motte im Süden, Ligron im Südwesten, Courcelles-la-Forêt im Westen sowie Mézeray im Nordwesten.

## Bevölkerungsentwicklung
| Jahr                       | 1962 | 1968 | 1975 | 1982 | 1990 | 1999 | 2006 | 2013 |
| Einwohner                  | 485  | 512  | 433  | 487  | 447  | 463  | 554  | 618  |
| Quellen: Cassini und INSEE |      |      |      |      |      |      |      |      |

## Geschichte
Der Ursprung der Stadt ist mit einer Legende um Wundertaten des Heiligen Martin verbunden. Der Sage nach ließ Martin, in Begleitung des Demetrius, durch einen Stabschlag Wasser aus einem hufeisenförmigen Loch im Boden hervorsprudeln, und der Brunnen um diese Quelle führte zur Entstehung einer Ansiedlung.
Im Mittelalter umfasste die Gemeinde Fontaine-Saint-Martin zwei Kastellaneien (Burggrafschaften): die eines 1117 gegründeten Benediktinerkonvents und die von Fontaine-Saint-Martin, auch bekannt als la Segrairie. Letztere gehörte bis 1466 den Grafen, dann Herzögen von Maine. Nach 1466 vergab Charles d’Anjou diese Kastellanei an Jean de Cherbaye, einen seiner Knappen.
Die Lehensgüter du Maurier und de La Bourne (heute La Borne) lagen im Umfang der Ländereien dieser Kastellaneien. Im Jahr 1609 vereinigte Benjamin Aubery du Maurier den Besitz von la Segrairie mit seiner eigenen Domäne, und im Jahr 1747 wurde La Bourne in das Priorat eingegliedert.
Der erste Bürgermeister hieß Louis Simon.

## Sehenswürdigkeiten
- Kirche Saint-Martin aus dem 12. Jahrhundert
- Schloss Le Maurier (Château du Maurier) aus dem 16. Jahrhundert, Umbauten aus dem 19. Jahrhundert[3]
- Waschhaus
- Haus des Louis Simon (Museum für lokale Alltagstraditionen).

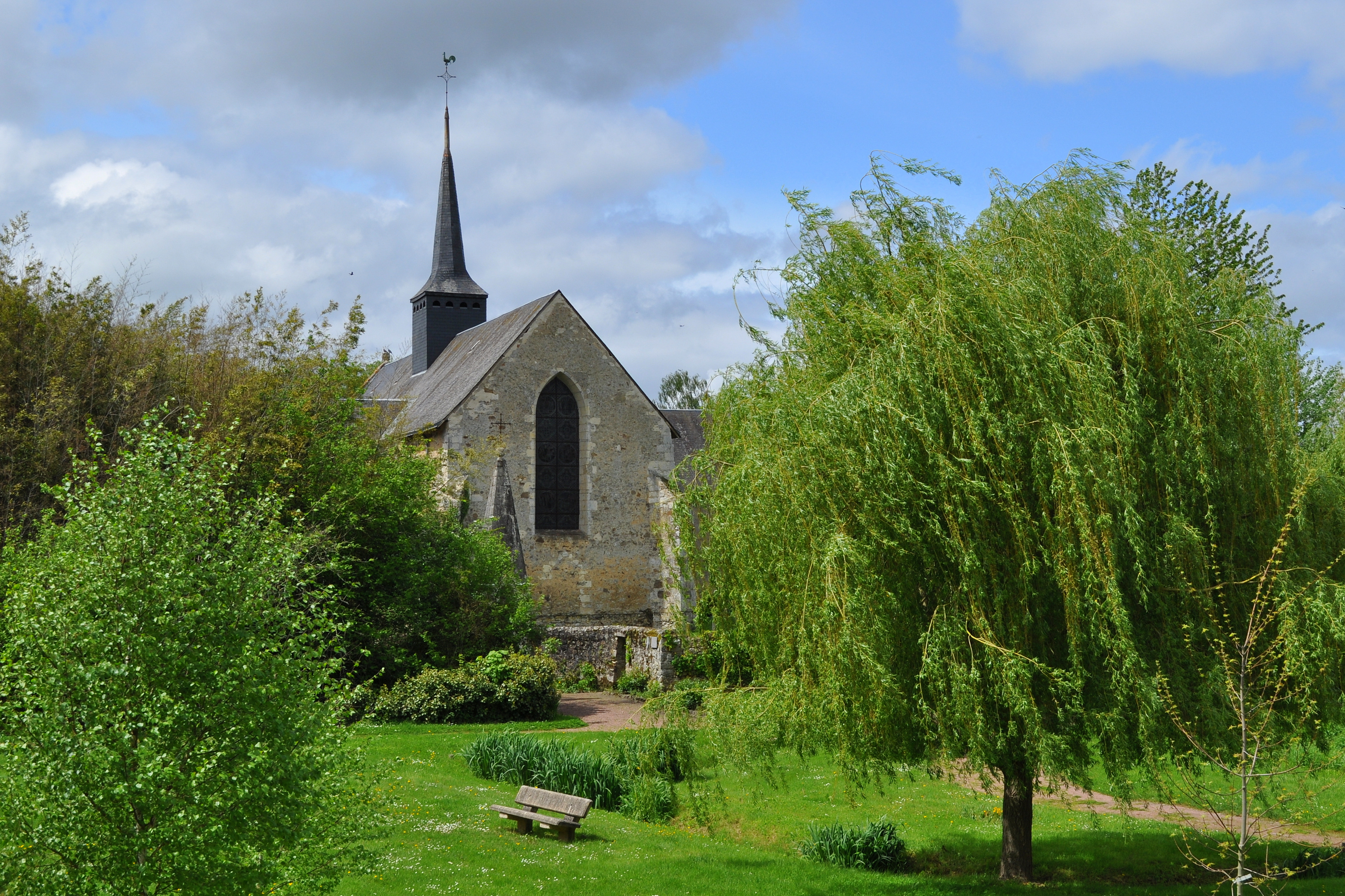
Kirche Saint-Martin
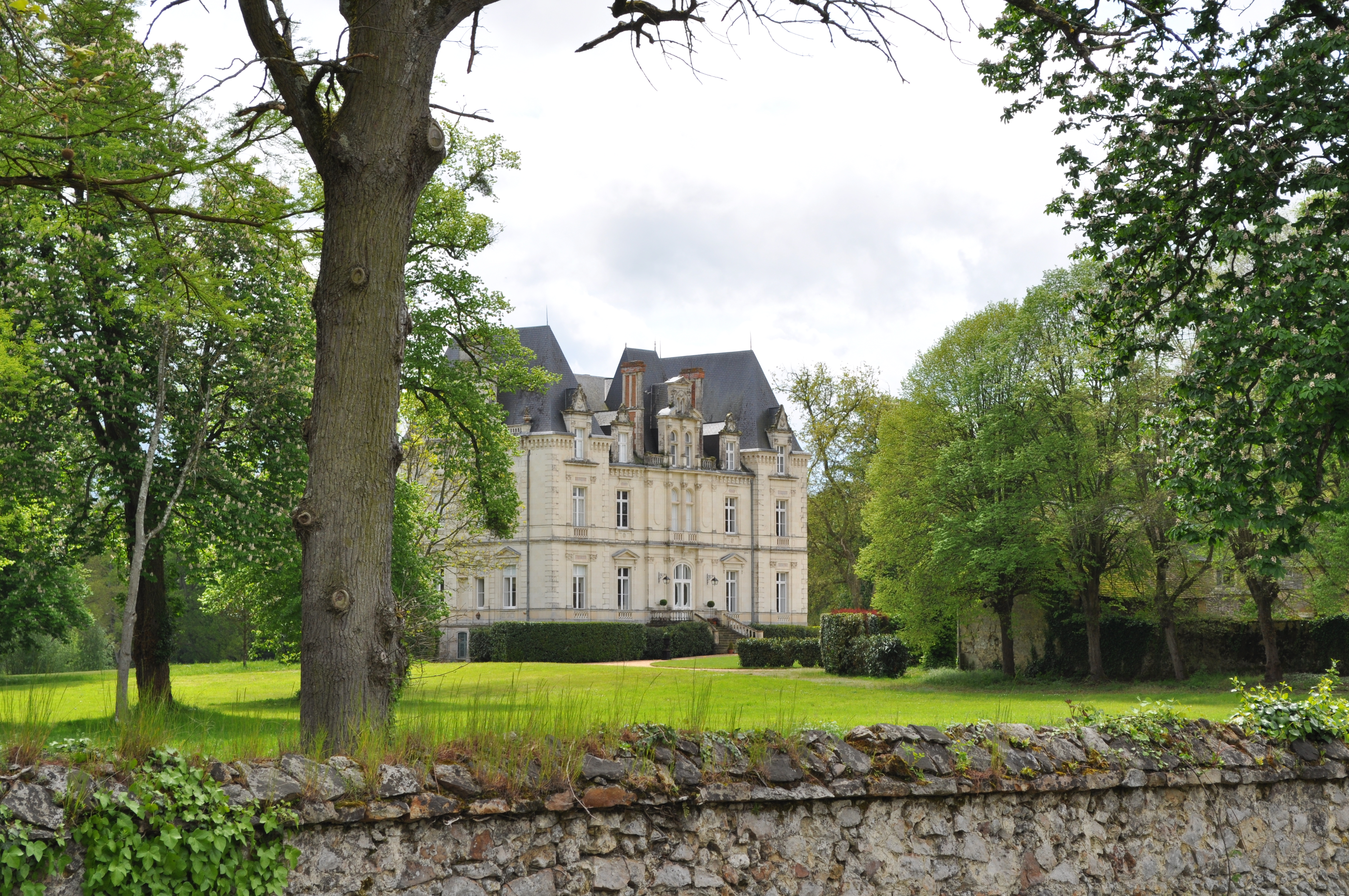
Schloss Le Maurier
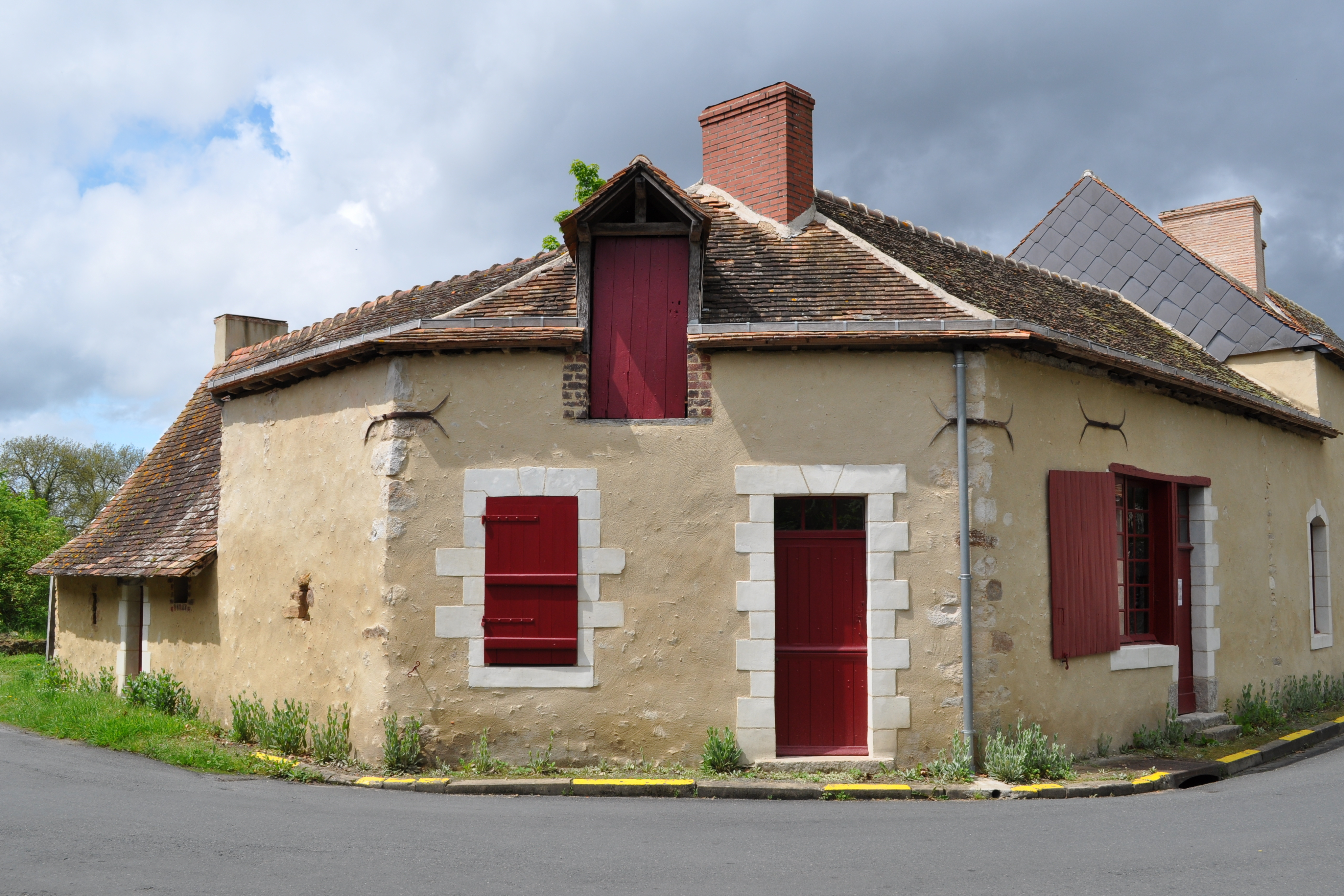
Haus Louis Simon
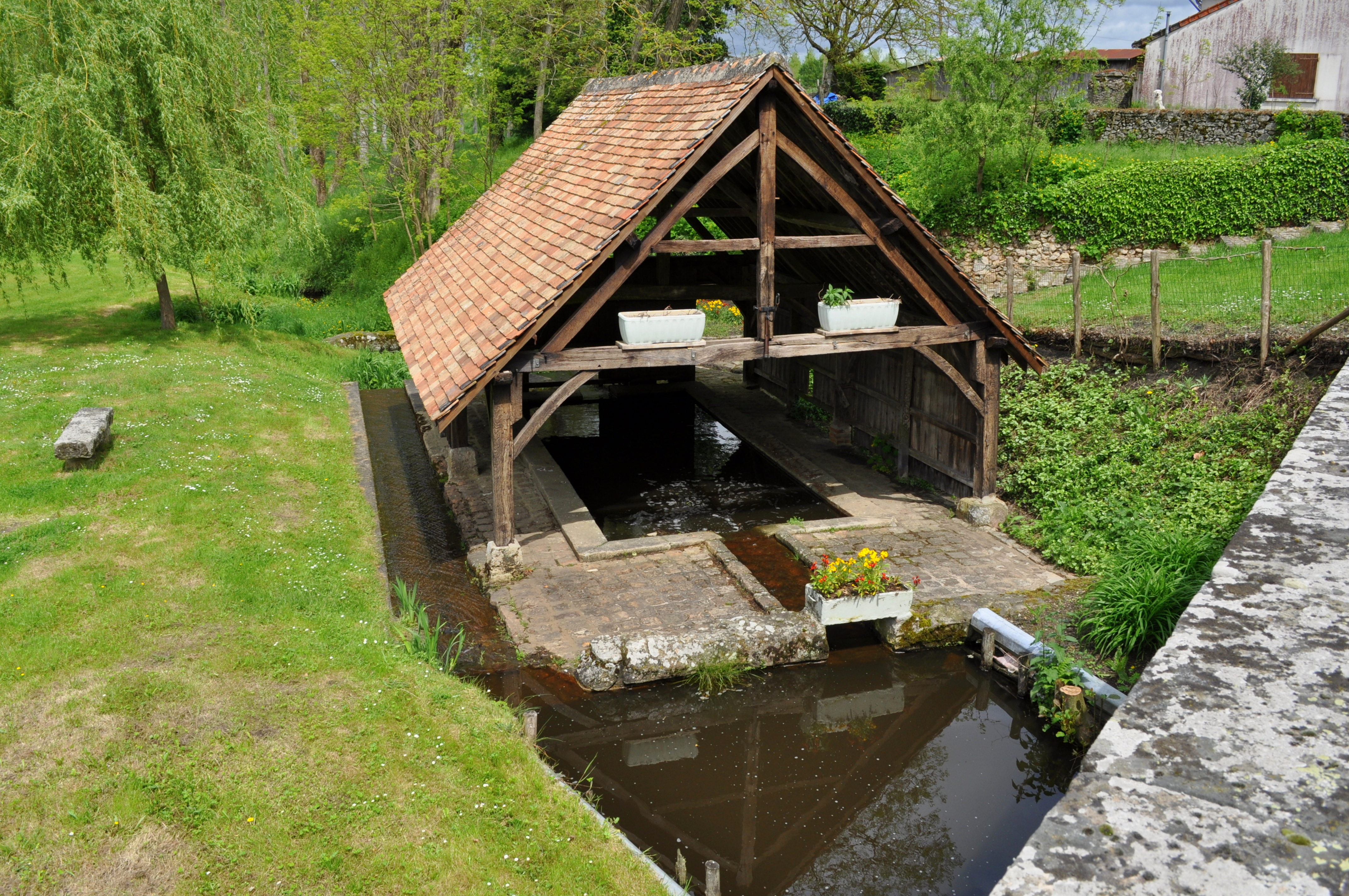
Waschhaus
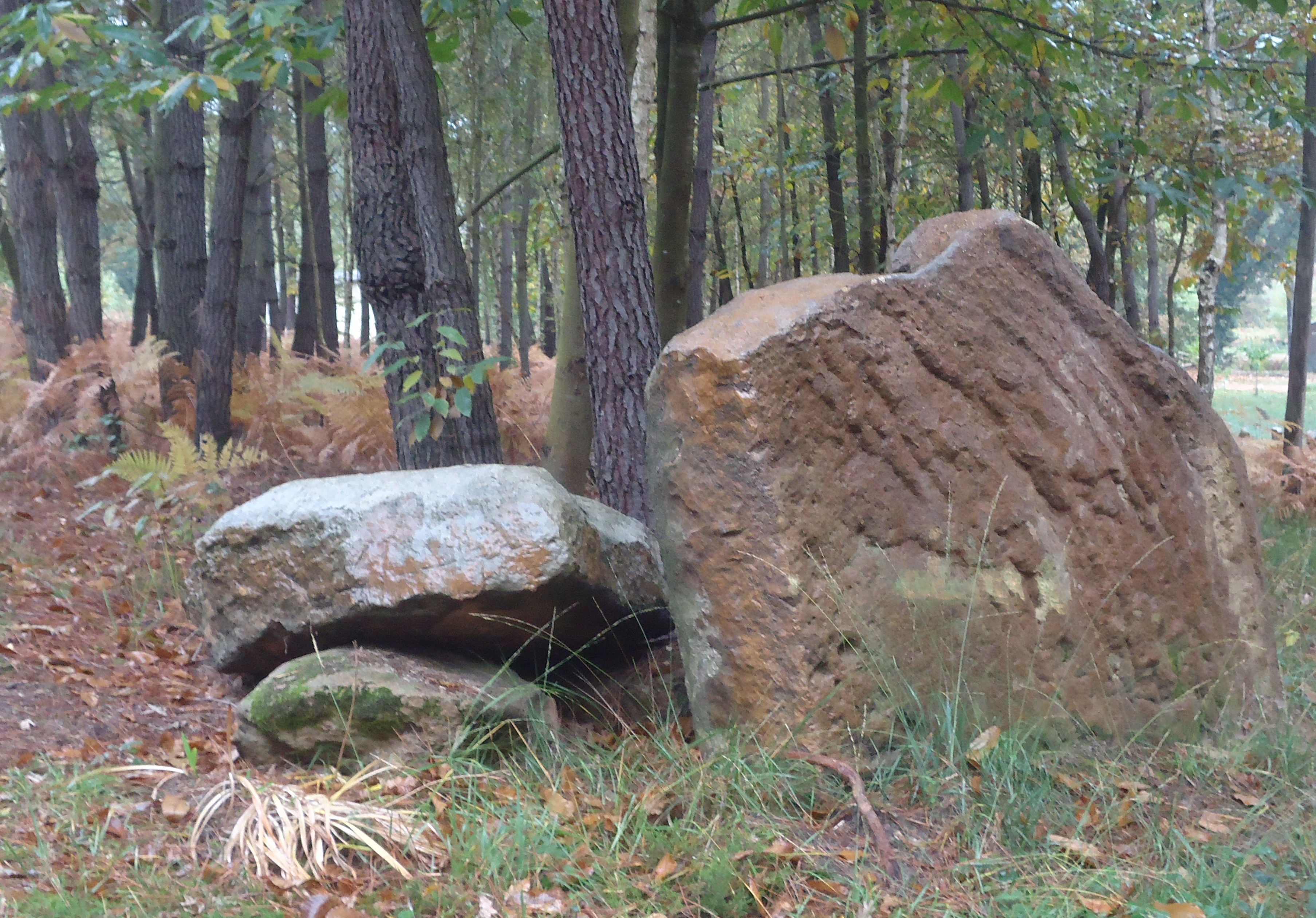
Dolmen

## Gemeindepartnerschaft
Die Gemeinden des früheren Kantons Pontvallain sind mit der deutschen Gemeinde Visbek in Niedersachsen verpartnert.